# Zjydatjiv
Zjydatjiv (ukrainsk: Жидачів) er en by i Stryj rajon i Lviv oblast (region) i det vestlige Ukraine. Det lokale styre administreres af Zjydatjivs byråd. Byens befolkning er ca. 10.525 indbyggere (2021).
Zjydatjiv ligger ved floden Stryj. Den har to skoler og et ukrainsk gymnasium.

## Navn
Byen har historisk set haft mange navnevarianter, der afspejler dens komplekse fortid, herunder polsk: Żydaczów og jiddisch: זידיטשוב (Zidichov). Den blev nævnt første gang i 1164 under navnet Udech. I dokumenter fra det 14. til det 17. århundrede blev byen omtalt som Zudech, Zudachiv, Sudachiv, Zidachiv, Sidachiv, Zudechev med flere.